# Christian 2. af Pfalz-Zweibrücken-Birkenfeld
Christian 2. af Pfalz-Zweibrücken-Birkenfeld (tysk: Christian II. von Pfalz-Zweibrücken-Birkenfeld) (født 22. juni 1637 i Bischwiller, død 26. april 1717 i Birkenfeld) var pfalzgreve og fra 1671 også hertug af  Pfalz-Zweibrücken–Birkenfeld.

## Oldefar til Bayerns første konge
Christian 2. var far til Christian 3. af Pfalz-Zweibrücken, farfar til Frederik Michael af Zweibrücken-Birkenfeld og oldefar til Maximilian 1. Joseph af Bayern, der blev kurfyrste  af Bayern i 1799 og konge i 1805. 
Alle senere konger af Bayern var efterkommere af  Maximilian 1. Joseph.